# 335799 Zonglu
335799 Zonglu este o planetă minoră (asteroid) din centura de asteroizi. A fost descoperită pe 19 aprilie 2007 la Lulin Observatory⁠(d) de Ye Quanzhi⁠(d). 
Obiectul prezintă o orbită caracterizată de o semiaxă mare de 2,6822094158029 UAi, o excentricitate de 0,2, o înclinație de 13,7 ° în raport cu ecliptica.